# عادل جاندمیر
عادل جاندمیر (ترکی استانبولی: Adil Candemir; زاده ۱۹۱۷ – درگذشت ۱۲ ژانویهٔ ۱۹۸۹) کشتی‌گیر اهل ترکیه بود.
وی در مسابقات کشوری و بین‌المللی در مجموع برندهٔ ۱ مدال نقره شده‌است.